# Кан, Дебора
Дебора Т. Кан (англ. Deborah T. Cahn) — американский сценарист телевидения, наиболее известная по своей работе над «Западным крылом». Вслед за концом «Западного крыла», Кан наняли в качестве продюсера «Анатомии страсти».

## Сценарии эпизодов
- «Западное крыло»
  - «College Kids» (сюжет, вместе с Марком Гоффманом)
  - «Red Haven’s on Fire» (сюжет, вместе с Марком Гоффманом)
  - «Privateers» (телесценарий и сюжет, вместе с Полом Редфордом и Аароном Соркиным)
  - «Jefferson Lives» (сюжет, вместе с Кэрол Флинт)
  - «Abu el Banat»
  - «The Supremes»
  - «No Exit» (телесценарий, вместе с Кэрол Флинт)
  - «Liftoff»
  - «Impact Winter»
  - «Drought Conditions»
  - «The Ticket»
  - «Undecideds»
  - «The Cold» (телесценарий и сюжет, вместе с Лорен Шмидт)
  - «Requiem» (вместе с Джоном Уэллсом и Элаем Этти)
  - «Institutional Memory»
- «Анатомия страсти»
  - «Sometimes a Fantasy»
  - «Scars and Souvenirs»
  - «Love/Addiction»
  - «Losing My Mind»
  - «Brave New World»
  - «Wish You Were Here»
  - «Now or Never»
  - «Blink»
  - «Push»
  - «Not Responsible»
  - «Unaccompanied Minor»
  - «She’s Gone»
  - «Dark Was the Night»
  - «Run, Baby, Run»
  - «She’s Killing Me»
  - «I Want You With Me»
  - «Somebody That I Used To Know»
- «Частная практика»
  - «Ex-Life» (вместе с Джоном Кованом, Робертом Ровнером и Кристой Вернофф)
  - «The End of a Beautiful Friendship»
- Дипломатка

## Награды и номинации
В 2005 году, Кан выиграла премию Гильдии сценаристов США за лучший сценарий в эпизоде драматического сериала за эпизод пятого сезона, «The Supremes». В 2006 и 2007 гг., Кан входила в состав сценаристов двух телесериалов, номинированных на премию «Эмми» за лучший драматический сериал и премию Гильдии сценаристов США за лучший драматический сериал: «Западное крыло» в 2006 году и «Анатомия страсти» в 2007 году.